# Hans Henrik Brydensholt
Hans Henrik Brydensholt (12 augustus 1932) is een Deens jurist. Hij begon zijn loopbaan bij het Ministerie van Justitie. Vanaf de jaren tachtig was hij rechter van het gerechtshof en begin 21e eeuw rechter van het Joegoslavië-tribunaal.

## Levensloop
Brydensholt sloot zijn studie rechten in 1956 af met een Master of Laws van de Universiteit van Kopenhagen. Van 1956 tot 1957 vervulde hij zijn dienstplicht als assistent van het hoofd van de militair aanklager. Vervolgens werkte hij van 1957 tot 1971 als hoofd van strafrechtbureaus van de wettekstenafdeling van het Ministerie van Justitie. Aansluitend werkte hij tot 1980 als directeur-generaal van de Deense dienst voor gevangeniswezen en proeftijd.
Vervolgens werd hij in 1980 benoemd tot rechter van het gerechtshof waar hij tot zijn pensionering in 2002 aanbleef. Hij bleef daarna echter nog actief, aanvankelijk als adviseur ten behoeve van de juridische systemen in Albanië, Oeganda, Mozambique, Tanzania en Kenia. Vervolgens werd hij voor de periode van 2004 tot 2006 gekozen als rechter ad litem van het Joegoslavië-tribunaal in Den Haag.
Tijdens zijn loopbaan was Brydensholt verschillende malen voorzitter van bepaalde besturen, zoals van de internationale studiegroep voor gevangenismanagement in Straatsburg, voor het Deense instituut voor holocaust- en genocidestudies, van Penal Reform International in Londen en verschillende andere commissies en genootschappen.